# Leichtathletik-Länderkampf der Männer 1957 BR Deutschland – Tschechoslowakei
| 12. Leichtathletik-Länderkampf mit bundesdeutscher Beteiligung 1957 | 12. Leichtathletik-Länderkampf mit bundesdeutscher Beteiligung 1957 |               |
| ------------------------------------------------------------------- | ------------------------------------------------------------------- | ------------- |
|                                                                     |                                                                     |               |
| Ländervergleich der Männer: BR Deutschland – Tschechoslowakei       |                                                                     |               |
| Austragungsort                                                      | Berlin                                                              |               |
| Wettbewerbe                                                         | 20                                                                  |               |
| Datum                                                               | 21./22. September 1957                                              |               |
| 1. FRG 2. CSK                                                       | 114 Punkte 098 Punkte                                               |               |
| Chronik                                                             |                                                                     |               |
| ← FRG-GBR (F)                                                       | CSK-FRG (F) →                                                       | CSK-FRG (F) → |

Im zwölften Vergleich des Länderkampfjahres 1957 trafen die deutschen Männer zum vierten Mal auf die Tschechoslowakei. Auch die Frauen trugen an diesem Wochenende wieder einen parallelen Wettkampf mit demselben Gegner aus. Die Männer starteten am 21./22. September in Berlin, die Frauen am 22. September im tschechoslowakischen Gottwaldow.

## Wettbewerbe und Modus
Ausgetragen wurden wiederum die in Länderkämpfen üblichen zwanzig Disziplinen. Damit waren außer dem Marathonlauf, den beiden Gehdisziplinen und dem Zehnkampf alle olympischen Wettbewerbe vertreten. Gewertet wurde in den Einzeldisziplinen nach dem Standardsystem, in den Staffeln mit fünf zu zwei Punkten.

## Ergebnis
Von den Laufstrecken entschied die Tschechoslowakei vier für sich, zwei davon mit Doppelerfolgen. Die bundesdeutschen Leichtathleten lagen hier sechs Mal vorn, fünf Mal errangen sie die Plätze eins und zwei. Beide Staffeln gingen an die Bundesrepublik Deutschland. Im Bereich der technischen Wettbewerbe siegten die tschechischen Sportler sechs Mal, die bundesdeutschen Athleten nur zwei Mal. Allerdings hatte die Tschechoslowakei hier keinen Doppelerfolg zu verzeichnen, während die Bundesrepublik beide Male doppelt vorne lag. So sicherte sich die Bundesrepublik am Ende auch diese vierte Begegnung, diesmal mit 114 zu 98 Punkten.

## Resultate

### 100 m
| Platz | Athlet              | Land | Zeit (s) |
| ----- | ------------------- | ---- | -------- |
| 1     | Manfred Germar      | FRG  | 10,3     |
| 2     | Armin Hary          | FRG  | 10,5     |
| 3     | František Mikluscak | CSK  | 10,8     |
| 4     | Václav Janeček      | CSK  | 10,8     |

Datum: 21. September

### 200 m
| Platz | Athlet           | Land | Zeit (s) |
| ----- | ---------------- | ---- | -------- |
| 1     | Carl Kaufmann    | FRG  | 21,4     |
| 2     | Leonhard Pohl    | FRG  | 21,5     |
| 3     | Václav Janeček   | CSK  | 21,6     |
| 4     | Jaroslav Jirásek | CSK  | 21,8     |

Datum: 22. September

### 400 m
| Platz | Athlet              | Land | Zeit (s) |
| ----- | ------------------- | ---- | -------- |
| 1     | Karl-Friedrich Haas | FRG  | 46,9     |
| 2     | Manfred Poerschke   | FRG  | 47,1     |
| 3     | Jaroslav Jirásek    | CSK  | 47,9     |
| 4     | Josef Trousil       | CSK  | 48,3     |

Datum: 21. September

### 800 m
| Platz | Athlet          | Land | Zeit (min) |
| ----- | --------------- | ---- | ---------- |
| 1     | Friedel Stracke | FRG  | 1:51,3     |
| 2     | Čeněk Hanka     | CSK  | 1:51,4     |
| 3     | Paul Schmidt    | FRG  | 1:51,6     |
| 4     | Ludvík Liška    | CSK  | 1:52,9     |

Datum: 22. September

### 1500 m
| Platz | Athlet              | Land | Zeit (min) |
| ----- | ------------------- | ---- | ---------- |
| 1     | Stanislav Jungwirth | CSK  | 3:41,5     |
| 2     | Edmund Brenner      | FRG  | 3:45,4     |
| 3     | Olaf Lawrenz        | FRG  | 3:53,4     |
| 4     | Dušan Čikel         | CSK  | 4:00,9     |

Datum: 21. September

### 5000 m
| Platz | Athlet         | Land | Zeit (min) |
| ----- | -------------- | ---- | ---------- |
| 1     | Miroslav Jurek | CSK  | 14:08,4    |
| 2     | Mirko Graef    | CSK  | 14:08,4    |
| 3     | Ludwig Müller  | FRG  | 14:20,8    |
| 4     | Heinz Laufer   | FRG  | 14:36,2    |

Datum: 21. September

### 10.000 m
| Platz | Athlet          | Land | Zeit (min) |
| ----- | --------------- | ---- | ---------- |
| 1     | Emil Zátopek    | CSK  | 29:28,0    |
| 2     | Herbert Schade  | FRG  | 29:29,2    |
| 3     | Walter Konrad   | FRG  | 30:19,2    |
| 4     | Ivan Ullsperger | CSK  | 30:34,4    |

Datum: 22. September

### 110 m Hürden
| Platz | Athlet             | Land | Zeit (s) |
| ----- | ------------------ | ---- | -------- |
| 1     | Bert Steines       | FRG  | 14,4     |
| 2     | Herbert Stürmer    | FRG  | 14,7     |
| 3     | Ivan Veselský      | CSK  | 15,0     |
| 4     | Václav Bečvařovský | CSK  | 15,1     |

Datum: 21. September

### 400 m Hürden
| Platz | Athlet           | Land | Zeit (s) |
| ----- | ---------------- | ---- | -------- |
| 1     | Helmut Janz      | FRG  | 51,5     |
| 2     | Wolfgang Fischer | FRG  | 52,0     |
| 3     | Lubomir Bartoš   | CSK  | 53,1     |
| 4     | Miroslav Borsuk  | CSK  | 55,1     |

Datum: 22. September

### 3000 m Hindernis
| Platz | Athlet             | Land | Zeit (min) |
| ----- | ------------------ | ---- | ---------- |
| 1     | Vlastimil Brlica   | CSK  | 8:54,4     |
| 2     | Ludvic Veselý      | CSK  | 8:55,8     |
| 3     | Helmut Thumm       | FRG  | 8:57,2     |
| 4     | Guido Blankenhagen | FRG  | 9:08,4     |

Datum: 22. September

### 4 × 100 m Staffel
| Platz | Besetzung        | Land                                                       | Zeit (s) |
| ----- | ---------------- | ---------------------------------------------------------- | -------- |
| 1     | BR Deutschland   | Leonhard Pohl Armin Hary Heinz Fütterer Manfred Germar     | 40,4     |
| 2     | Tschechoslowakei | Kynos František Šimánek Václav Janeček František Mikluscak | 41,5     |

Datum: 21. September

### 4 × 400 m Staffel
| Platz | Besetzung        | Land                                                        | Zeit (min) |
| ----- | ---------------- | ----------------------------------------------------------- | ---------- |
| 1     | BR Deutschland   | Horst Huber Jürgen Kühl Friedel Stracke Karl-Friedrich Haas | 3:13,0     |
| 2     | Tschechoslowakei | František Šimánek Vilém Mandlík Ludvík Liška Kočiš          | 3:16,9     |

Datum: 22. September

### Hochsprung
| Platz | Athlet             | Land | Höhe (m) |
| ----- | ------------------ | ---- | -------- |
| 1     | Jiří Lanský        | CSK  | 2,00     |
| 2     | Theo Püll          | FRG  | 1,96     |
| 3     | Vladimir Savcinský | CSK  | 1,93     |
| 4     | Werner Bähr        | FRG  | 1,90     |

Datum: 21. September

### Stabhochsprung
| Platz | Athlet         | Land | Höhe (m) |
| ----- | -------------- | ---- | -------- |
| 1     | Jiří Krejcar   | CSK  | 4,00     |
| 2     | Horst Drumm    | FRG  | 4,00     |
| 3     | Willy Reißmann | CSK  | 4,00     |
| 4     | Zbynik Příhoda | FRG  | 3,60     |

Datum: 22. September

### Weitsprung
| Platz | Athlet             | Land | Weite (m) |
| ----- | ------------------ | ---- | --------- |
| 1     | Manfred Molzberger | FRG  | 7,49      |
| 2     | Dieter Witte       | FRG  | 7,36      |
| 3     | Zdeněk Procházka   | CSK  | 7,04      |
| 4     | Vlastimil Kalecký  | CSK  | 6,87      |

Datum: 21. September

### Dreisprung
| Platz | Athlet            | Land | Weite (m) |
| ----- | ----------------- | ---- | --------- |
| 1     | Martin Řehák      | CSK  | 15,03     |
| 2     | Hermann Strauß    | FRG  | 14,80     |
| 3     | Vlastimil Kalecký | CSK  | 14,72     |
| 4     | Robert Wiener     | FRG  | 14,18     |

Datum: 22. September

### Kugelstoßen
| Platz | Athlet          | Land | Weite (m) |
| ----- | --------------- | ---- | --------- |
| 1     | Jiří Skobla     | CSK  | 17,88     |
| 2     | Hermann Lingnau | FRG  | 17,45     |
| 3     | Jaroslav Plíhal | CSK  | 16,95     |
| 4     | Dietrich Urbach | FRG  | 16,74     |

Datum: 21. September

### Diskuswurf
| Platz | Athlet           | Land | Weite (m) |
| ----- | ---------------- | ---- | --------- |
| 1     | Zdeněk Čihák     | CSK  | 52,10     |
| 2     | Otto Koppenhöfer | FRG  | 49,34     |
| 3     | Josef Klik       | FRG  | 48,56     |
| 4     | Géjza Valent     | CSK  | 48,21     |

Datum: 21. September

### Hammerwurf
| Platz | Athlet        | Land | Weite (m) |
| ----- | ------------- | ---- | --------- |
| 1     | Karel Mužíček | CSK  | 59,03     |
| 2     | Hugo Ziermann | FRG  | 58,78     |
| 3     | Josef Málek   | CSK  | 58,62     |
| 4     | Karl Storch   | FRG  | 56,24     |

Datum: 22. September

### Speerwurf
| Platz | Athlet         | Land | Weite (m) |
| ----- | -------------- | ---- | --------- |
| 1     | Gerhard Keller | FRG  | 73,17     |
| 2     | Jan Perek      | CSK  | 72,15     |
| 3     | Heinrich Will  | FRG  | 69,58     |
| 4     | Josef Dušátko  | CSK  | 67,09     |

Datum: 22. September